# Fonetică
Fonetica este o ramură a lingvisticii care studiază sunetele vorbirii ca cele mai mici segmente ale sale, din punct de vedere fizic, fiziologic, neurofiziologic și neuropsihologic, adică al producerii, transmiterii, audiției și evoluției lor în procesul comunicării umane prin limbă, folosind metode specifice pentru descrierea, clasificarea și transcrierea lor.
Unii autori includ în obiectul foneticii și factorii suprasegmentali ai vorbirii (accent, intonație etc.), de care se ocupă, în această viziune, o ramură a sa, fonetica suprasegmentală, mai cunoscută cu denumirea „prozodie”. Studierea factorilor suprasegmentali este unul din aspectele prin care fonetica depășește nivelul elementar constituit de sunet. O mai face și prin studierea influențelor dintre sunete (asimilație, disimilație etc.) sau a formării silabelor.
Prin fonetică se înțelege uneori și acel domeniu al unei limbi care include sunetele sale și factorii săi prozodici, pe lângă gramatică și lexic.
Obiectul foneticii s-a precizat odată cu apariția unei discipline înrudite, fonologia, numită și „fonetică funcțională”, care distinge sunetele de foneme. Fonetica studiază partea materială a sunetelor și a factorilor suprasegmentali, întreaga varietate a realizărilor concrete ale acestora condiționate individual sau pozițional, independent de funcția lor în comunicare și de nivelul structural la care apar (cuvânt, limita dintre cuvinte, propoziție, frază etc.), deci excluzând raportul dintre acestea și semnificația lor lingvistică. În schimb fonologia se ocupă de ele din perspectivă funcțională, aceea de a distinge semnificații, fonemele fiind invariante, reprezentante abstracte ale unor sunete care constituie variante ale lor, numite alofone.
Ca și lingvistica, fonetica poate fi generală sau a unei anumite limbi, aceasta din urmă fiind uneori numită „fonetică aplicată”.

## Metodele foneticii
În legătură cu începuturile ei se poate vorbi de o fonetică elementară, metodă cu care sunetele erau studiate numai pe baza a ceea ce o ureche umană antrenată este în stare să distingă. Această abordare, ce nu putea fi decât subiectivă, a fost depășită ulterior de metoda obiectivă a foneticii experimentale, numită și instrumentală. Bazele acesteia au fost puse la sfârșitul secolului al XIX-lea de abatele francez Jean-Pierre Rousselot. Printre lingviștii români care au folosit metoda foneticii experimentale se numără Sextil Pușcariu, Alexandru Rosetti, Emil Petrovici, Andrei Avram și Emanuel Vasiliu.
Metodele s-au dezvoltat pe măsura progresului tehnic. Începând cu anii 1930 s-au folosit aparate electroacustice, apoi electronice, de înregistrare și analiză. În urma dezvoltării impetuoase a tehnicii și mai ales a informaticii, s-a reînnoit și s-a intensificat cercetarea producerii și perceperii sunetelor.

## Ramurile foneticii
Sunetele putând fi studiate din numeroase puncte de vedere (producerea, transmiterea, audiția, evoluția lor etc.), în cadrul foneticii s-au format tot atâtea ramuri specializate pe aceste aspecte.

### Ramuri ale foneticii generale
Fonetica generală se leagă de mai multe științe. Este în relație cu neurofiziologia și neuropsihologia prin faptul că producerea sunetelor este anticipată de procese care au loc în creier, iar decodarea lor este condiționată tot de asemenea procese. Producerea și receptarea lor sunt efectuate de organe specifice, la descrierea cărora contribuie anatomia, iar la înțelegerea funcționării lor – fiziologia. Prin caracteristicile lor fizice, sunetele fac și obiectul acusticii, iar la cercetarea lor contribuie și informatica.

#### Fonetica neurofiziologică
Această ramură relativ puțin dezvoltată caută să descrie mecanismele cerebrale ale codării și decodării mesajului de către vorbitor în calitate de emițător și receptor al acestuia.

#### Fonetica articulatorie
Această ramură a foneticii este printre cele mai vechi, elemente ale ei găsindu-se deja în lingvistica indiană antică. Este legată de anatomie și fiziologie, fiind numită și „fonetică fiziologică”. Studiază funcționarea organelor vorbirii pentru articularea sunetelor.

#### Fonetica acustică
Fonetica acustică studiază proprietățile fizice ale sunetelor vorbirii în calitatea lor de vibrații, adică frecvența, amplitudinea, durata și intensitatea lor în timpul transmiterii de la vorbitor la auditor. Această ramură folosește cu predilecție mijloace electronice de înregistrare, analiză, producere, amplificare, transfer și reproducere a sunetelor.

#### Fonetica auditivă
Această ramură a foneticii se ocupă de perceperea, diferențierea, decodarea și categorisirea sunetelor vorbirii ca fenomene mediate de ureche, nervul auditiv și creier, deci implică anatomia, fiziologia, neurofiziologia și neuropsihologia.

### Ramuri ale foneticii unor limbi concrete
În cadrul lingvisticii care se ocupă de o limbă dată, fonetica studiază sunetele ei și factorii săi suprasegmentali, în perspectivă sincronică sau diacronică. Studiază și influențele dintre sunete în interiorul cuvintelor și la contactul dintre ele. Studiul fonetic se poate extinde și la două sau mai multe limbi.
Fonetica descriptivă este sincronică. Descrie și clasifică sunetele unei limbi anumite într-o perioadă determinată.
Fonetica sintactică are ca obiect influențele dintre sunete la contactul dintre cuvintele care constituie o sintagmă, precum asimilația, ex. în pădure pronunțat [ɨmpədure].
Fonetica istorică este diacronică. Se ocupă de evoluția sunetelor unei limbi de-a lungul timpului. Reprezentanții ei cei mai de seamă au fost lingvistul german August Schleicher (1821-1868) și lingvistul rus Filip Fiodorovici Fortunatov (1848-1914).
Fonetica comparată studiază sunetele în evoluția lor paralelă în mai multe limbi înrudite. A apărut odată cu fonetica istorică și în strânsă legătură cu ea, cele două presupunându-se și completându-se reciproc.

#### Fonotactica
Fonotactica este parte și a foneticii, și a fonologiei unei limbi. Se ocupă cu studiul secvențelor de sunete (din punctul de vedere al foneticii), respectiv de foneme (din punctul de vedere al fonologiei) ce pot exista în acea limbă, adică ce fel de asemenea unități pot apărea și în ce poziții în limba respectivă (de exemplu structuri posibile de silabă, secvențe de consoane).

## Transcrierea fonetică
Înainte de a se putea înregistra vorbirea, foneticienii au avut nevoie să o noteze în scris în mod cât mai fidel posibil, necesitate care s-a păstrat și ulterior. Au existat și există mai multe sisteme de transcriere fonetică, unele specifice unei limbi, altele generale. Cele mai multe se bazează pe alfabetele curente, uneori combinând mai multe, de exemplu pe cel latinesc, cel grecesc sau altele, folosind și semne diacritice. În dialectologia românească s-au folosit diferite sisteme: unele mai simple (ex. cel al lui Ovid Densusianu), altele mai nuanțate (ex. cel al Atlasului Lingvistic Român). Există și sisteme nealfabetice (ex. cel al lui Otto Jespersen), ce redau fiecare sunet prin formule care notează caracteristicile articulatorii ale acestuia.
În secolul al XXI-lea se folosește în mod curent, mai ales în lucrări de fonetică generală și de fonetică a unor limbi concrete destinate unui public internațional, alfabetul fonetic internațional, bazat în principal pe alfabetul latin, conținând și litere grecești, semne speciale, unele derivate din litere (de exemplu întoarse pe verticală sau pe orizontală), semne diacritice și semne pentru notarea caracterului lung sau scurt al sunetelor, a limitei dintre silabe, a locului accentului etc..

## Aplicații ale foneticii
Fonetica este de interes nu numai pentru lingvistică, ci este aplicată în multe domenii ale vieții. Astfel sunt logopedia, învățământul pentru surzi, anchetele criminale, instruirea actorilor, analiza operelor literare din punct de vedere auditiv, sinteza vorbirii (de exemplu în sonorizarea scrisului pentru orbi), retorica (efectele sunetelor în discursuri), stilistica (expresivitatea sunetelor), predarea limbilor străine, foniatria (tratarea tulburărilor vorbirii), producerea protezelor auditive etc..